# Eugène Jaeglé
Eugène Jaeglé – inżynier rolnictwa, pierwszy bibliotekarz Biblioteki Narodowej Madagaskaru.

## Życiorys
W 1905 roku na Madagaskarze powstała Bibliothèque du Gouvernement Général. Pierwszym bibliotekarzem został mianowany inżynier rolnictwa Eugène Jaeglé. Jako bibliotekarz przygotowywał i wydawał tematyczne zestawienia dokumentów m.in. na temat rolnictwa, przemysłu czy handlu. Gromadził zdjęcia, dokumenty i wycinki dotyczące historii Madagaskaru. Przygotował trzy broszury (łącznie 329 stron) bibliografii Madagaskaru z lat 1905–1930. W Bibliotece Narodowej Madagaskaru zachowało się około 100 albumów jego autorstwa ze zdjęciami i wycinkami. Wydawał Biulletin économique de Madagascar.

## Publikacje (wybór)
- Madagascar et dépendances: service de colonisation 1916–1923[5]
- Essai de bibliographie: Madagascar et dépendances 1905-1927 [-1905-1929] 1927[6]
- Souvenirs de Madagascar (1902-1940): Le passé se lie au présent. Causerie anecdotique et documentaire du 6 avril 1940[7]
- Madagascar et dependances exportations des produits ...1929[8]

## Nagrody
- 1938: Kawaler Legii Honorowej[1]
- W 1930 roku otrzymał nagrodę Alexandra Eeckmana przyznawaną od 1915 roku przez francuskie Towarzystwo Geograficzne (Société de Géographie)[9][10]
- W 1927 roku Médaille des négociants commissionnaires przyznawany przez Société de Géographie Commerciale[10].